# THE BLUE HEARTS
THE BLUE HEARTS는 1985년에 결성된 일본의 록 밴드이다. 1980년대 후반부터 1990년대 전반까지 활동했으며, 1995년에 해체했다.

## 음반 목록

### 싱글
- 1987년 〈히토니 야사시쿠〉
- 1987년 〈린다 린다〉
- 1987년 〈키스시테 호시이〉
- 1988년 〈블루 하츠노 테마〉
- 1988년 〈TRAIN-TRAIN〉
- 1989년 〈러브레터〉
- 1990년 〈죠네쓰노 바라〉

### 정규 음반
- 1987년 《THE BLUE HEARTS》
- 1987년 《YOUNG AND PRETTY》
- 1988년 《TRAIN-TRAIN》
- 1990년 《BUST WASTE HIP》
- 1991년 《HIGH KICKS》
- 1993년 《STICK OUT》
- 1993년 《DUG OUT》
- 1995년 《PAN》